# イスマエル・アルハサン
イスマエル・アルハサン（Ismael Alhassane、1994年7月14日 - ）は、ニジェールの柔道家。2002年に柔道を始める以前はサッカーをしていた。現在はフランスでトレーニングしている。2021年の東京オリンピックの男子66kg級に出場した。

## 主な戦績
| 年   | 大会                   | 開催地         | 種目   | 結果           | 備考 |
| ---- | ---------------------- | -------------- | ------ | -------------- | ---- |
| 2016 | アフリカ柔道選手権大会 | チュニス       | 60kg級 | 2回戦敗退      |      |
| 2017 | 世界柔道選手権大会     | ブダペスト     | 66kg級 | 2回戦敗退      |      |
| 2018 | 世界柔道選手権大会     | バクー         | 66kg級 | 1回戦敗退      |      |
| 2019 | アフリカ競技大会       | ラバト         | 66kg級 | 3位決定戦敗退  |      |
| 2019 | 世界柔道選手権大会     | 東京           | 66kg級 | 2回戦敗退      |      |
| 2020 | アフリカ柔道選手権大会 | アンタナナリボ | 66kg級 | 敗者復活戦敗退 |      |
| 2021 | アフリカ柔道選手権大会 | ダカール       | 66kg級 | 3位決定戦敗退  |      |
| 2021 | 世界柔道選手権大会     | ブダペスト     | 66kg級 | 1回戦敗退      |      |
| 2021 | オリンピック           | 東京           | 66kg級 | 1回戦敗退      |      |
| 2022 | アフリカ柔道選手権大会 | オラン         | 66kg級 | 敗者復活戦敗退 |      |
| 2022 | 世界柔道選手権大会     | タシュケント   | 66kg級 | 1回戦敗退      |      |
| 2023 | 世界柔道選手権大会     | ドーハ         | 66kg級 | 1回戦敗退      |      |